# Zombi Ritual
Zombi Ritual ist ein deutscher Independent-Splatterfilm des Regisseurs Alexander Franz aus dem Jahr 2020.

## Handlung
„Irgendwann“ in Franken erwecken Templer Zombies mit einem Ritual zum Leben, die sich gegen ihre Schöpfer wenden.
Heute treffen sich mehrere Freunde zu einem geselligen Videoabend bei Ronny. Sie schauen sich einen Schrottfilm von Alexander Franz an und das Bier fließt in Strömen. Als der Film zu Ende ist und sie sich über das Unvermögen des Regisseurs ausgelassen haben, klingelt es an der Tür. Der Postbote hinterlässt Ronny eine VHS, die gleich in den Videorekorder wandert. Dort ist zu sehen, wie in einem alten Felsgewölbe ein Erweckungsritual durchgeführt wird. Dabei ist auch Ronnys Schwester Krissi blutüberströmt zu sehen.
Ronny und seine Freunde machen sich auf, die Schwester zu befreien, sehen sich jedoch schnell einer Übermacht an Zombies entgegen. Es überleben nur Ronny, seine Freundin sowie eine weitere Person, die sie im Wald aufgabelten und deren Freund angeblich getötet wurde. Als sie den Kellerraum des Films finden, stellt sich alles als eine Racheaktion von Krissi heraus, die sich beim Erbe übergangen fühlte. Ronny kann die restlichen Zombies töten, seine Schwester wird ebenfalls gefressen. Bei der anschließenden Flucht entwendet er ein weiteres VHS-Tape. Seine Freundin wird jedoch gebissen.
Zu Hause schaut er sich das Tape an und sieht, wie seine Schwester den perfiden Plan umsetzte. Nach dem Ende des Tapes wird er von seiner Freundin getötet, die sich mit Krissi zusammen gegen ihn verschworen hatte und nun alles erben will. Doch die Freude währt nur kurz, nach dem Abspann ist sie als Zombie zu sehen.

## Hintergrund
Die Templer am Anfang werden von Mitgliedern der Nürnberger Black-Metal-Band Goath dargestellt, die als Special Guests benannt werden. Sie stellten auch einen ihrer Songs für den Soundtrack zur Verfügung. Der Film, der als Low-Budget-Produktion entstand, enthält zahlreiche Anspielungen auf ähnliche Werke. Unter anderem standen Das Haus an der Friedhofsmauer und Die Rückkehr der Zombies Pate. Der Titel des Films mit dem fehlenden „e“ ist eine Reminiszenz an die Werke von Lucio Fulci.

## Veröffentlichung
Alexander Franz produzierte den Film mit seiner Filmproduktionsgesellschaft Postmortem Productions. Seine Premiere hatte der Film am 29. Februar 2020 im KommKino in Nürnberg. Zunächst wurde er dann als DVD und Blu-Ray über die eigene Homepage verkauft. 2024 wurde der Film remastered und mit Unterstützung von MaRuMi neu aufgelegt. Der Film wurde, mit englischen Untertiteln versehen, auch in Kanada und in den Vereinigten Staaten veröffentlicht. In Kanada erfolgte eine Veröffentlichung über D.I.Y. Productions / Maestro Kaos, in den USA über Toxic Filth Video.

## Rezeption
Im Filmmagazin Deadline schrieb Dominik Raith, dass Zombi Ritual „kein fader Fanfilm“ sei. Die Schauspieler seien „gut, die Splattereffekte besser. Letztere sind schön blutig und auf erstaunlich hohem Niveau“. Zwar sei der Film „Lichtjahre entfernt von Perfektion“, er mache dennoch „definitiv mehr Spaß als jede Fortsetzung von World War Z“.